# Per Bergsten
Per Gunnar Bergsten, född 20 februari 1913 i Risinge församling, Östergötlands län, död 15 juni 1982 i Föra församling, Kalmar län, var en svensk jurist.

## Biografi
Per Bergsten blev jur.kand. vid Lunds universitet 1937 och blev, efter tingstjänstgöring, fiskal i Svea hovrätt 1942. Han var t.f. vattenrättssekreterare 1945—1947, blev assessor i Svea hovrätt 1949 och utnämndes till hovrättsråd 1957. Han blev han lagbyråchef i Justitiedepartementet 1953 och han var statssekreterare i Justitiedepartementet 1957—1961. Han var justitieråd 1961–1978. Som justitieråd tjänstgjorde han i lagrådet 1969–1971 och 1973–1975.